# The China Quarterly
The China Quarterly es una revista académica trimestral, revisada por pares y publicada por Cambridge University Press en nombre de la School of Oriental and African Studies (SOAS), University of London. Fundada en 1960, está considerada una de las publicaciones más influyentes del mundo sobre China y Taiwán contemporáneos. Su enfoque es interdisciplinario e incluye antropología, sociología, economía, historia, ciencias políticas, derecho, literatura, artes y relaciones internacionales.

## Historia
La revista se originó a partir de Soviet Survey (publicada por el Congreso para la Libertad de la Cultura) cuando, en 1959, el sinólogo Roderick MacFarquhar aceptó editar un nuevo título dedicado exclusivamente a China. El primer número apareció en 1960. En 1968 la propiedad pasó al Contemporary China Institute (SOAS) después de revelarse la financiación encubierta del Congreso por la CIA a través de la Farfield Foundation.

## Resumen e indexación
The China Quarterly está incluida, entre otras, en Social Sciences Citation Index, Scopus, ProQuest y EBSCO. Según Journal Citation Reports 2024, su factor de impacto es 2,5 (dato de 2023).

## Controversias
En agosto de 2017, Cambridge University Press retiró temporalmente más de 300 artículos de The China Quarterly de su plataforma en China tras recibir presiones de las autoridades del país. La medida generó fuertes críticas en la comunidad académica internacional y la editorial restableció el acceso días después.